# Erythricium
Erythricium J. Erikss. & Hjortstam (różówka) – rodzaj grzybów z rodziny powłocznikowatych (Corticiaceae).

## Charakterystyka
Owocniki rozpostarte, kłaczkowate, dość luźno przytwierdzone do podłoża. Strzępki szkliste, strzępki bazalne proste, grubościenne, słabo rozgałęzione; strzępki w subhymenium krótkokomórkowe, silnie rozgałęzione. Hymenium gładkie, żywo różowe lub pomarańczowe, brak strzępek, cystyd i innych sterylnych elementów. Podstawki mniej lub bardziej cylindryczne, centralnie lekko zwężone i rozszerzone u podstawy z 4 sterygmami, wygięte. Bazydiospory szkliste, gładkie, elipsoidalne, nieamyloidalne, z wyraźnym wierzchołkiem.

## Systematyka i nazewnictwo
Pozycja w klasyfikacji według Index Fungorum: Corticiaceae, Corticiales, Incertae sedis, Agaricomycetes, Agaricomycotina, Basidiomycota, Fungi.
Takson utworzyli Jakob Eriksson i Kurt Hjortstam w 1970 r.
Polską nazwę nadał Władysław Wojewoda w 2003 r.
Gatunki:
- Erythricium atropatanum Ghob.-Nejh. & Hallenb. 2011
- Erythricium aurantiacum (Lasch) D. Hawksw. & A. Henrici 2015
- Erythricium chaparralum Burds. & Gilb. 1982
- Erythricium hypnophilum (P. Karst.) J. Erikss. & Hjortstam 1970
- Erythricium laetum (P. Karst.) J. Erikss. & Hjortstam 1970 – różówka nadrzewna
- Erythricium ludbrookiae Y.P. Tan & Bishop-Hurley 2025
- Erythricium vernum Ghob.-Nejh., Nakasone & Ginns 2021

Nazwy naukowe na podstawie Index Fungorum. Nazwa polska według Władysława Wojewody.